# Putranjiva roxburghii
Putranjiva roxburghii ist ein Baum  aus dem tropischen Asien aus der Gattung Putranjiva und damit der Familie der Putranjivaceae.

## Beschreibung

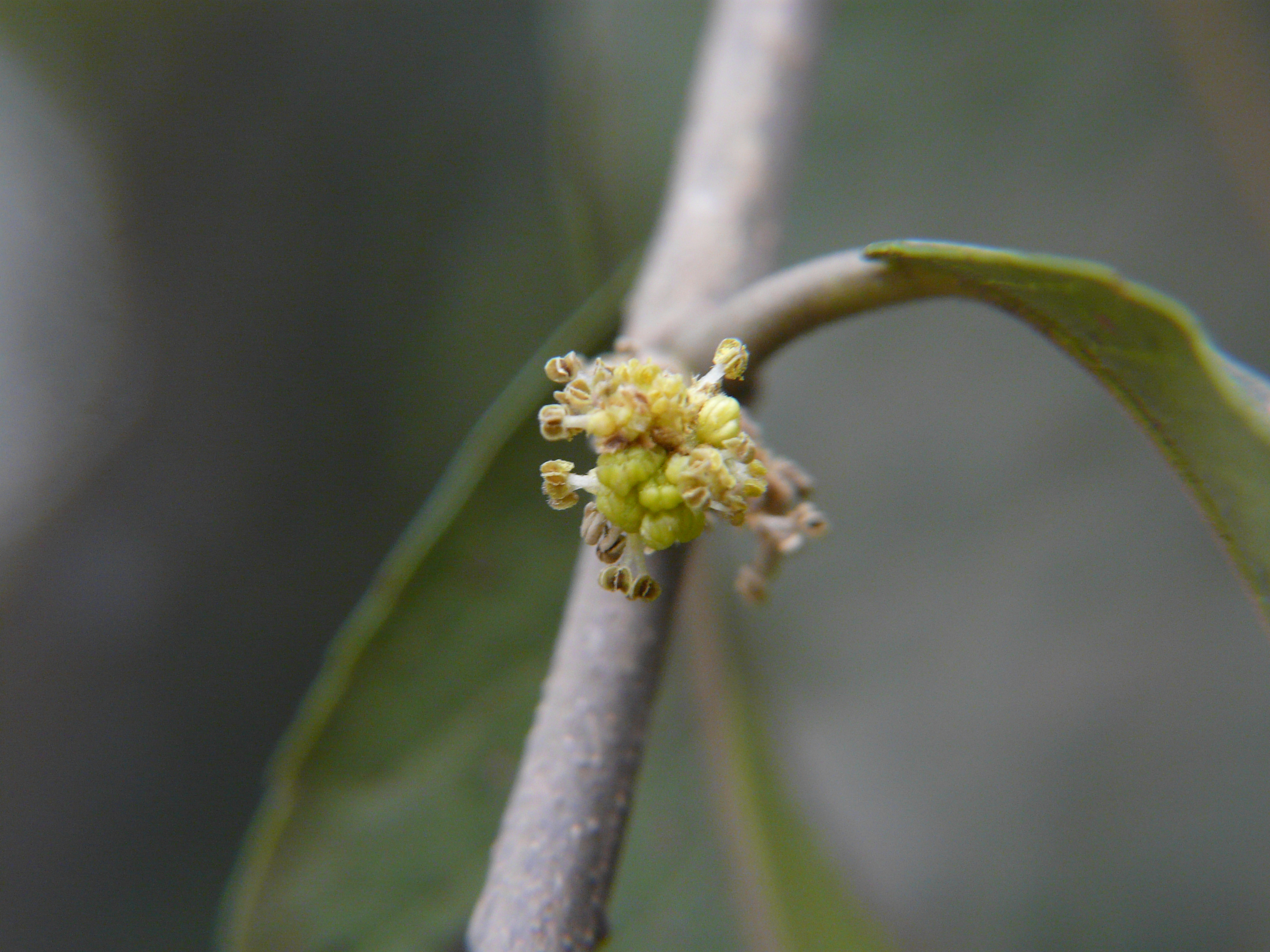
Männlicher Blütenstand

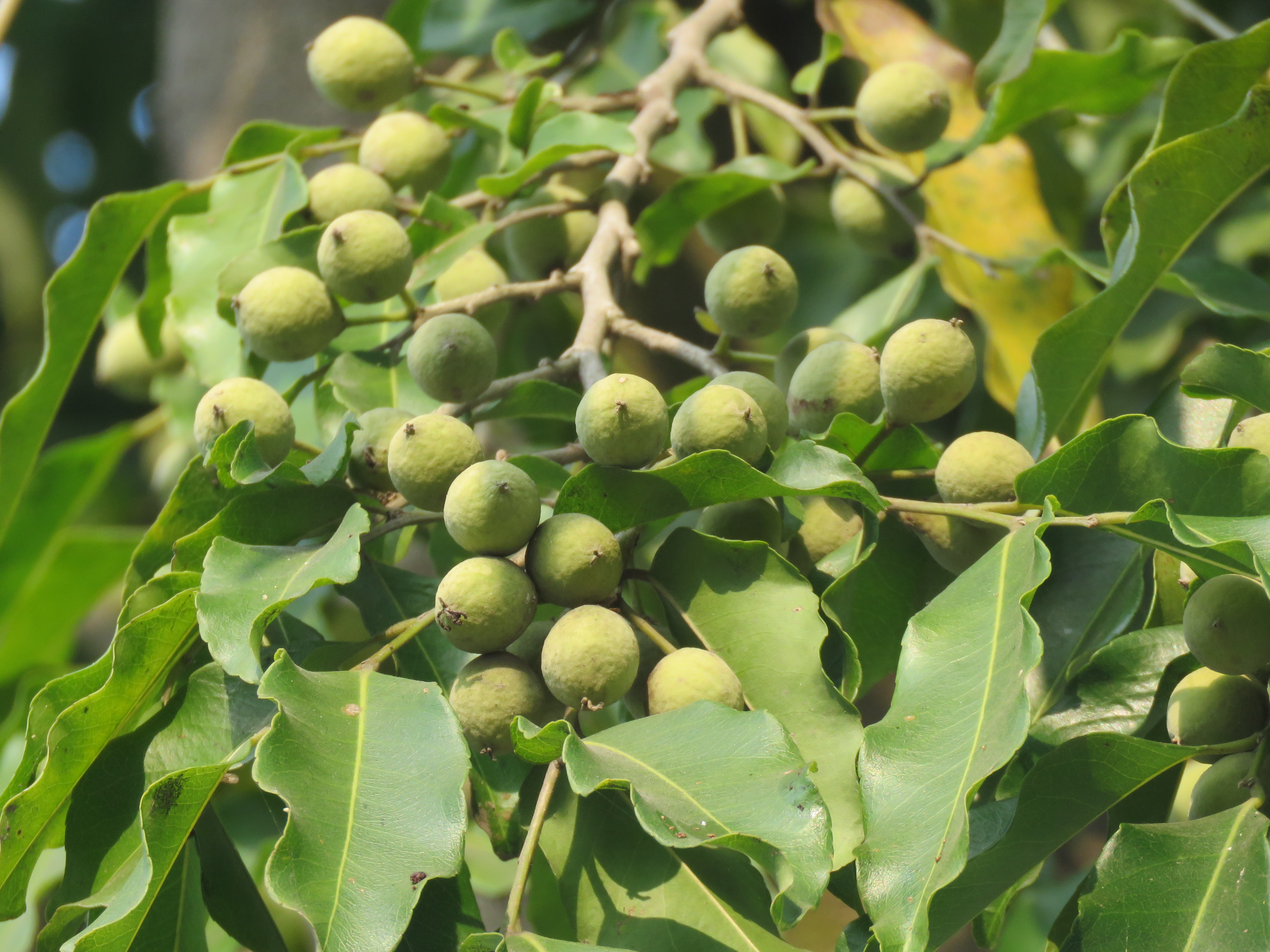
Früchte

Putranjiva roxburghii wächst als immergrüner Baum bis zu 12–15 Meter hoch. Die grau-braune bis bräunliche Borke ist relativ glatt bis feinwärzlich.
Die einfachen und kurz gestielten, leicht ledrigen, dünnen und hängenden Laubblätter sind wechselständig. Der leicht behaarte Blattstiel ist bis 6–8 Millimeter lang. Die Blätter sind am manchmal leicht welligen Rand feingesägt bis -gekerbt und an der Spitze stumpf bis spitz oder bespitzt. Sie sind eiförmig, -lanzettlich bis elliptisch, lanzettlich und fast kahl sowie bis 13 Zentimeter lang und bis 4,5 Zentimeter breit. Die Nervatur ist gefiedert mit dünnen, schwachen Seitenadern. Die kleinen Nebenblätter fallen bald ab.
Putranjiva roxburghii ist meist zweihäusig diözisch. Die männlichen Blüten erscheinen in kleinen, achselständigen und dichten, kurz gestielten Blütenknäueln. Die weiblichen Blüten erscheinen achselständig einzeln oder bis zu viert. Die meist eingeschlechtlichen, kleinen, gestielten Blüten haben eine einfache Blütenhülle, die Kronblätter fehlen. In den grünlich-gelben männlichen, fast sitzenden Blüten, mit 4–5 bis 2 Millimeter langen Kelchblättern, sind bis zu 3–4 im unteren Teil verwachsene, kurze Staubblätter vorhanden. In den größeren, weißlich-grünlich, bräunlichen weiblichen, länger gestielten Blüten, mit 4–5 bis 2 Millimeter langen Kelchblättern, ist ein großer, oberständiger und kurz weißlich behaarter, zwei-, dreikammeriger Fruchtknoten mit zwei bis drei kurzen Griffeln mit großen, breiten, zweilappig-sichelförmigen, papillösen Narbenästen ausgebildet.
Es werden kleine, gelbliche und fein weißlich behaarte, kurz spindelförmige bis rundliche, 1,5–2,5 Zentimeter lange, einsamige Steinfrüchte mit oft Griffel-Narbenresten an der Spitze gebildet. Die relativ glatten, leicht texturierten Steinkerne sind beige.

## Vorkommen
Putranjiva roxburghii kommt in Pakistan, Nepal, Indien, Bangladesch und von Indochina bis nach Neuguinea vor.

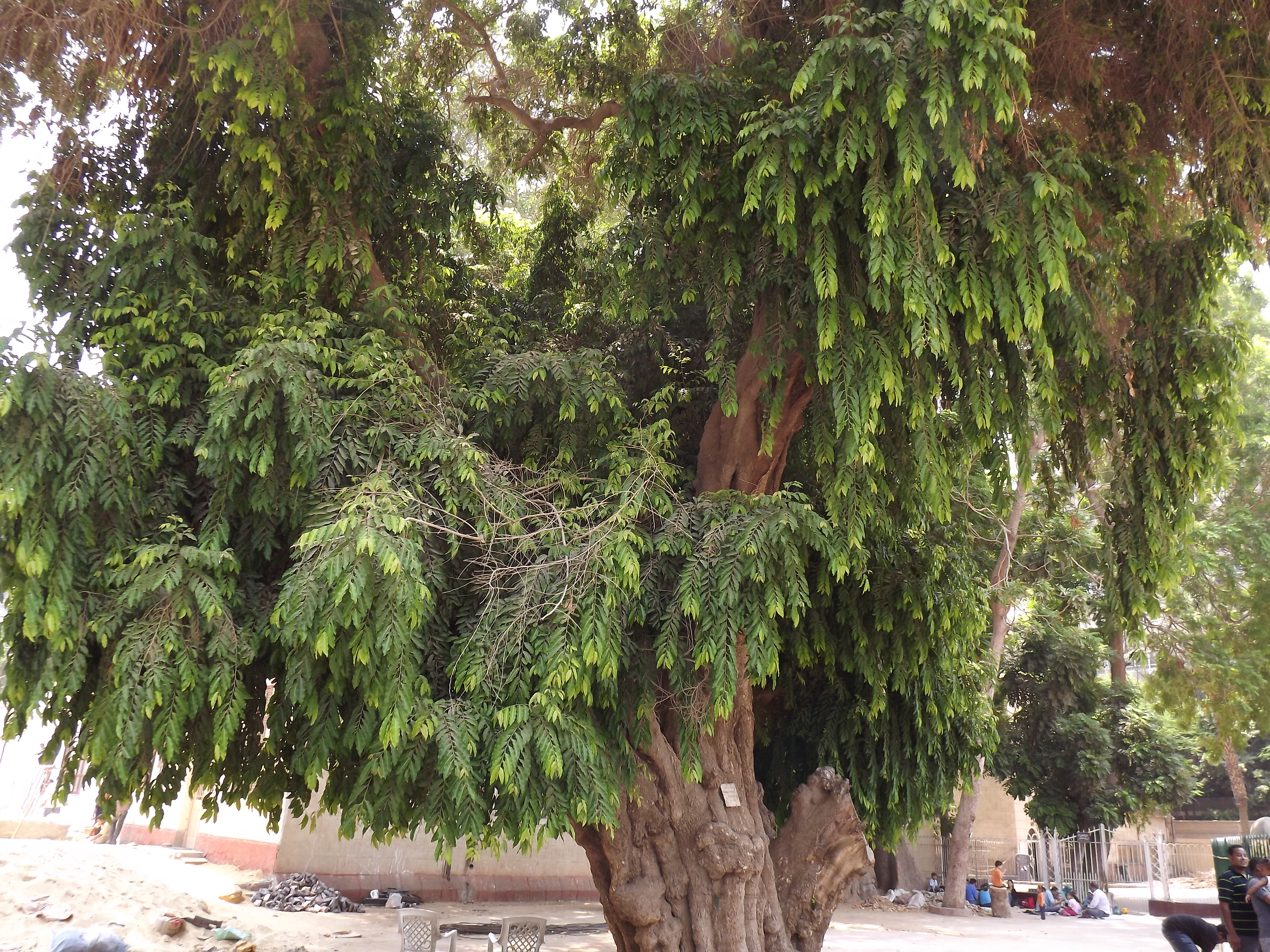
Baum

## Verwendung
Aus den Samen kann ein Öl gewonnen werden, das als Brennstoff verwendet wird. Die Steinkerne werden zu Schmuck verarbeitet
Das mittelschwere Holz wird für einige Anwendungen genutzt.